# Theodor Ludwig Bessel
Theodor Ludwig Ernst Bessel (* 1790; † 25. August 1848 in Königsberg (Preußen)) war ein deutscher Verwaltungsjurist, Präsident des Landgerichts Saarbrücken sowie preußischer Konsistorialpräsident.

## Leben

### Herkunft und Familie
Theodor Ludwig Bessel entstammte einer Familie, deren Ursprünge sich bis in das 15. Jahrhundert zurückverfolgen lassen. Der Stammvater der Familie war der fürstbischöflich mindensche Kammerrat Engelbert Bessel († 1567). Theodor war der Sohn des Carl Friedrich Bessel (1748–1828, Jurist im preußischen Staatsdienst) und dessen Ehefrau Friederike Ernestine Bessel geborene Schrader (1753–1814) und wuchs mit sechs Schwestern und den beiden Brüdern Moritz Carl (1783–1874, späterer Landgerichtspräsident in Kleve) und Friedrich Wilhelm (1784–1846, richtungsweisender Wissenschaftler in der Astronomie, Geodäsie, Mathematik und Physik) auf.

### Werdegang und Wirken
Bessel studierte Rechtswissenschaften und wurde am 7. Januar 1815 zum Justizkommissar in Paderborn ernannt. Am 10. Mai 1820 übernahm er die Stelle des Prokurators am Landgericht Koblenz. Bevor er am 25. März 1835 als Präsident die Leitung des Landgerichts Saarbrücken übernahm, war er vom 9. Oktober 1831 an als Appellationsgerichtsrat in Köln eingesetzt. Das Amt des Landgerichtspräsidenten übte er bis zu seinem Weggang nach Königsberg im Jahre 1846 aus. In jenem Jahr war das Landgericht Saarbrücken besetzt mit einem Präsidenten, einem Kammer-Präsidenten, vier Räten, drei Assessoren und drei Auskultatoren.
1846 wurde er Mitglied der Preußischen Generalsynode, die vom 2. Juni bis zum 29. August 1846 im Berliner Stadtschloss tagte. Von Saarbrücken nach Königsberg verzogen, wurde er dort im November 1847 zum Konsistorialpräsidenten ernannt. In den evangelischen Landeskirchen, die aus der Reformation hervorgegangen sind, waren die Konsistorien die Behörde, durch die der Landesherr seine Kirchenhoheit ausübte.

### Auszeichnungen
- 18. Juni 1837 Roter Adlerorden IV. Klasse
- 11. Oktober 1842 Roter Adlerorden III. Klasse